# Carlos Estevam Martins
Carlos Estevam Martins (Rio de Janeiro, janeiro de 1934 - São Paulo, 9 de outubro de 2009) foi um sociólogo brasileiro.
Assistente de Álvaro Vieira Pinto, atuou no ISEB. Foi um dos fundadores, o primeiro diretor e autor do manifesto do Centro Popular de Cultura (CPC) da União Nacional dos Estudantes (UNE), fundado em 1961. Foi Secretário da Educação do Estado de São Paulo por duas vezes, durante os governos de Luiz Antônio Fleury e Orestes Quércia. Doutor em Ciências Sociais, foi professor do Departamento de Ciência Política da USP e membro do Cebrap. Também foi presidente da Fundação Ulysses Guimarães, entre os anos de 1991 e 1993.

## Trabalhos publicados
Dentre os muitos títulos que publicou, estão:
- A Questão da Cultura Popular
- Freud, Tecnocracia e Capitalismo: A Política dos Técnicos do Brasil
- A Tecnocracia da História
- Estado e Capitalismo no Brasil